# عبدالله رمضان‌زاده
عبدالله رمضان‌زاده (زادهٔ ۱۳۴۰ بیجار) سیاستمدار اصلاح‌طلب، استاندار اسبق کردستان و دبیر و سخنگوی دولتِ دوّمِ سیّد محمّد خاتمی است.
مناصب او در دوره‌های مختلف عبارتند از: استاد دانشگاه تهران، قائم مقام دبیرکل جبهه مشارکت ایران اسلامی (مهم‌ترین طیف اصلاح طلب)، رئیس شورای هماهنگی اصلاح‌طلبان کرد، او در دولت اول محمد خاتمی، استاندار استان کردستان و در دولت دوم خاتمی وی دبیر و سخنگوی هیئت دولت بود. رمضان‌زاده پیش از این رئیس اداره طرح و برنامه وزارت کشور، مدیر کل سیاسی وزارت کشور و استاندار کردستان بود، او اینک از اعضای شورای مرکزی جبهه مشارکت ایران اسلامی است. وی در میان بازداشت‌شدگان حوادث پس از انتخابات ریاست جمهوری دهم ایران است.

## زندگی
وی فرزندِ دوّمِ یک خانوادهٔ هشت‌نفری از والدینی کرد است که در سالِ ۱۳۴۰ در گچساران به دنیا آمد. پس از تولّد همراه خانواده به شهر بیجار، محل زندگی پدری خویش، بازگشت. در سال ۱۳۴۹ به همراه خانواده به تهران مهاجرت کردند و در محلّه سیزده آبان در مجاورت شهر ری سکنی گزیدند.

## سوابق تحصیلی
رمضان‌زاده در سال ۱۳۵۹ از دبیرستان هدف دیپلم ریاضی خود را گرفت. وی در سال ۱۳۶۱ پس از اتمام دوره سربازی که مصادف با بازگشایی دانشگاه‌ها بعد از انقلاب فرهنگی بود، در کنکور آن سال نمره عملی پذیرش در دانشگاه امام صادق (ع را کسب کرد؛ و به سبب شرایط زمانی بعد از انقلاب اسلامی و دغدغه‌های مذهبی و انقلابی در رشته علوم سیاسی به عنوان اولین دوره دانشجویی وارد دانشگاه امام صادق شد. وی مدرک لیسانس و فوق لیسانس خود را از دانشگاه امام صادق کسب کرد. رمضان زاده از شاگردان مهدوی کنی محسوب می‌شود وی با شرکت در آزمون اعزام به خارج توانست رتبه دوم را کسب کند. برای ادامه تحصیل به کشور بلژیک اعزام شد و توانست طی مدت چهار سال مدرک دکتری خود را از دانشگاه کی یو لون کسب کند.
پایان‌نامه دکتری وی در مورد مشکلات قومیت‌ها در ایران و با عنوان: «Internal and international dynamics of ethnic conflict: the case of Iran» منتشر گردید.

## پاره‌ای از سوابق سیاسی و اجرایی
- عضویت در کمیته انقلاب اسلامی
- دبیر آموزش و پرورش
- رئیس اداره طرح و برنامه وزارت کشور[۴]
- مدیر کل سیاسی وزارت کشور
- فعالیت در مرکز تحقیقات استراتژیک (سال ۱۳۷۵)
- استاندار کردستان (سال ۱۳۷۶ تا ۱۳۸۰)
- عضو هیئت علمی دانشگاه تهران و استادیار دانشکده حقوق و علوم سیاسی (سال ۱۳۷۵ و ادامه دارد)
- عضویت در شورای مرکزی جبهه مشارکت اسلامی
- رئیس شورای هماهنگی اصلاح‌طلبان کرد
- عضو هیئت امنای دانشگاه‌های غرب کشور
- عضو هیئت امنای دانشگاه‌های علوم پزشکی مناطق محروم
- رئیس فدراسیون بیس بال، سافت بال و کریکت جمهوری اسلامی ایران
- عضو شورای عالی خبرگزاری جمهوری اسلامی ایران(۱۳۸۰تا۱۳۸۴)
- دبیر و سخنگوی دولت (سال ۱۳۸۰ تا ۱۳۸۴)
- قائم مقام جبهه مشارکت اسلامی (سال ۱۳۸۵ و ادامه دارد)

## انتقال به مکان نامعلوم بعد از انتخابات ۱۳۸۸

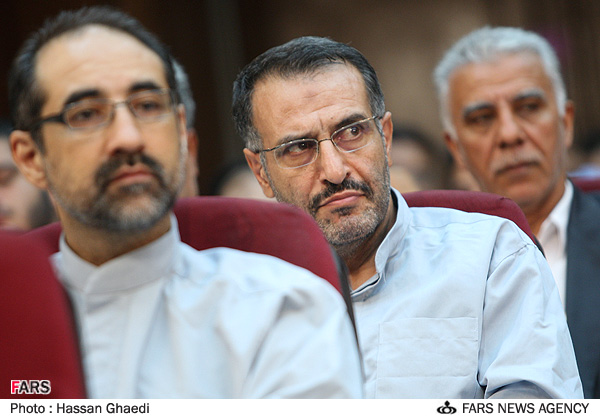
رمضان‌زاده در دادگاه متهمان به کودتای مخملی

رمضان‌زاده در طول یک ماه پیش از انتخابات ریاست جمهوری سال ۱۳۸۸ حدود ۵۰ سخنرانی و مناظره در استان‌ها و دانشگاه‌های مختلف کشور انجام داد. وی از منتقدان سرسخت دولت احمدی‌نژاد است و انتقادات فراوانی را متوجه احمدی‌نژاد ساخت. وی در پی پیامدهای اعلام نتایج انتخابات ریاست جمهوری ایران و دستگیری‌های عده‌ای از معترضان بازداشت گردید.

### شرح دستگیری
عبدالله رمضانزاده عصر روز ۲۳ خرداد پس از جلسه اضطراری حزب مشارکت در مورد رویدادهای پس از اعلام نتایج انتخابات ریاست جمهوری ایران (۱۳۸۸) در مسیر منزل به همراه فرزندش، عده‌ای لباس شخصی جلو اتومبیل او را می‌گیرند و با اسلحه وارد ماشین شده و بعد از شکستن شیشه‌های اتومبیل، وی را تهدید می‌کنند که همراه او برود. اما رمضان زاده از رفتن سر باز می‌زند و از آنها می‌خواهد که حکم بازداشت او را نشان دهند که در این هنگام این افراد پسر وی را از ماشین به بیرون پرت می‌کنند و با ضرب و شتم رمضان زاده سعی در بازداشت او داشتند که مردم متوجه می‌شوند و در اطراف اتومبیل جمع می‌شوند. بالاخره مأموران با ضرب و شتم وی و با شکستن سر او به وسیله اسلحه او را بدون داشتن هیچ گونه حکم قضایی با خود می‌برند و با افشانه فلفل به صورت پسر وی حمله می‌کنند.

رمضان‌زاده از ۲۳ خرداد در بازداشتگاه ۲ الف زندان اوین تا یکصد و دهمین روز بعد از دستگیری در سلول انفرادی بازداشت بوده و تحت بازجویی‌های سنگین قرار گرفت و به مدت قریب به سه ماه به هیچ‌یک از اعضای خانواده رمضان زاده و همچنین وکلای وی اجازه ملاقات با وی را نداده‌اند. در یک مصاحبه پس از دستگیری، رمضان زاده ضمن بیان نحوه دستگیری خود و مضروب شدن توسط مأموران، تأکید کرد علی‌رغم فشار بازجویان برای انجام مصاحبه و اعتراف علیه دیگران، حاضر به انجام مصاحبه نشده‌است. وی در دادگاه به ۶ سال حبس محکوم شد.